# Episodi de Il cavaliere solitario (quinta stagione)
La quinta stagione della serie televisiva Il cavaliere solitario è andata in onda negli Stati Uniti dal 13 settembre 1956 al 6 giugno 1957 sulla ABC.
| nº | Titolo originale                   | Prima TV USA      | Titolo italiano | Prima TV Italia |
| -- | ---------------------------------- | ----------------- | --------------- | --------------- |
| 1  | The Wooden Rifle                   | 13 settembre 1956 |                 |                 |
| 2  | The Sheriff of Smoke Tree          | 20 settembre 1956 |                 |                 |
| 3  | The Counterfeit Mask               | 27 settembre 1956 |                 |                 |
| 4  | No Handicap                        | 4 ottobre 1956    |                 |                 |
| 5  | The Cross of Santo Domingo         | 11 ottobre 1956   |                 |                 |
| 6  | White Hawk's Decision              | 18 ottobre 1956   |                 |                 |
| 7  | The Return of Don Pedro O'Sullivan | 25 ottobre 1956   |                 |                 |
| 8  | Quicksand                          | 1º novembre 1956  |                 |                 |
| 9  | Quarter Horse War                  | 8 novembre 1956   |                 |                 |
| 10 | The Letter Bride                   | 15 novembre 1956  |                 |                 |
| 11 | Hot Spell in Panamint              | 22 novembre 1956  |                 |                 |
| 12 | The Twisted Track                  | 29 novembre 1956  |                 |                 |
| 13 | Decision: Chris McKeever           | 6 dicembre 1956   |                 |                 |
| 14 | Trouble at Tylerville              | 13 dicembre 1956  |                 |                 |
| 15 | Christmas Story                    | 20 dicembre 1956  |                 |                 |
| 16 | Ghost Canyon                       | 27 dicembre 1956  |                 |                 |
| 17 | Outlaw Masquerade                  | 3 gennaio 1957    |                 |                 |
| 18 | The Avenger                        | 10 gennaio 1957   |                 |                 |
| 19 | The Courage of Tonto               | 17 gennaio 1957   |                 |                 |
| 20 | Breaking Point                     | 24 gennaio 1957   |                 |                 |
| 21 | A Harp for Hannah                  | 31 gennaio 1957   |                 |                 |
| 22 | Message from Abe                   | 7 febbraio 1957   |                 |                 |
| 23 | Code of Honor                      | 14 febbraio 1957  |                 |                 |
| 24 | The Turning Point                  | 21 febbraio 1957  |                 |                 |
| 25 | Dead Eye                           | 28 febbraio 1957  |                 |                 |
| 26 | Clover in the Dust                 | 7 marzo 1957      |                 |                 |
| 27 | Slim's Boy                         | 14 marzo 1957     |                 |                 |
| 28 | Two Against Two                    | 21 marzo 1957     |                 |                 |
| 29 | Ghost Town Fury                    | 28 marzo 1957     |                 |                 |
| 30 | The Prince of Buffalo Gap          | 4 aprile 1957     |                 |                 |
| 31 | The Law and Miss Aggie             | 11 aprile 1957    |                 |                 |
| 32 | The Tarnished Star                 | 18 aprile 1957    |                 |                 |
| 33 | Canuck                             | 25 aprile 1957    |                 |                 |
| 34 | Mission for Tonto                  | 2 maggio 1957     |                 |                 |
| 35 | Journey to San Carlos              | 9 maggio 1957     |                 |                 |
| 36 | The Banker's Son                   | 16 maggio 1957    |                 |                 |
| 37 | The Angel and the Outlaw           | 23 maggio 1957    |                 |                 |
| 38 | Blind Witness                      | 30 maggio 1957    |                 |                 |
| 39 | Outlaws in Greasepaint             | 6 giugno 1957     |                 |                 |

## The Wooden Rifle
- Diretto da:
- Scritto da:

### Trama
- Interpreti: Clayton Moore (cavaliere solitario), Jay Silverheels (Tonto), Rand Brooks (Al Sommers), Barbara Knudson (Nancy Sommers), Paul Engle (Danny Sommers), Sydney Mason (Ed Dekker), William Challee (vice sceriffo Jed Crawley), Bud Osborne (il giudice)

## The Sheriff of Smoke Tree
- Diretto da:
- Scritto da:

### Trama
- Interpreti: Clayton Moore (cavaliere solitario), Jay Silverheels (Tonto), Ron Hagerthy (Buck Webb), John Beradino (Lem Crater), Mickey Simpson (scagnozzo Slim Peake), Tudor Owen (Mason), Slim Pickens (Joe Boley), Lee Roberts (guardia della diligenza)

## The Counterfeit Mask
- Diretto da:
- Scritto da:

### Trama
- Interpreti: Clayton Moore (cavaliere solitario), Jay Silverheels (Tonto), Sydney Mason (sceriffo Brad Calloway), John Cliff (Al Keller aka Rankin), Paul Engle (Joe Wilkins), William Challee (Blade), Barbara Knudson (Mrs. Wilkins), Sandy Sanders (Jay)

## No Handicap
- Diretto da:
- Scritto da:

### Trama
- Interpreti: Clayton Moore (cavaliere solitario), Jay Silverheels (Tonto), Will Wright (Marshal Griff Allison), Gary Marshall (Johnny Allison), John Beradino (Cole Douglas), James Parnell (Billy Douglas), Ron Hagerthy (vice Marshal Jim Hannah), Tudor Owen (dottore Reed), Mickey Simpson (Douglas Gang Member)

## The Cross of Santo Domingo
- Diretto da:
- Scritto da:

### Trama
- Interpreti: Clayton Moore (cavaliere solitario), Jay Silverheels (Tonto), Denver Pyle (Arley McQueen), Johnny Crawford (Tommy McQueen), Jeanne Bates (Amy McQueen), Gregg Barton (Brick, capobanda), Ric Roman (Padre), Larry Johns (sceriffo Hobart), Lane Bradford (scagnozzo Jed)

## White Hawk's Decision
- Diretto da:
- Scritto da:

### Trama
- Interpreti: Clayton Moore (cavaliere solitario), Jay Silverheels (Tonto), Edmund Hashim (Little Hawk), Robert Swan (Fleet Horse), Charles Stevens (White Hawk), Louis Lettieri (Arrowfoot), Harry Lauter (Frank Carter, a Thug), Holly Bane (Dave), Sandy Sanders (conducente della diligenza)

## The Return of Don Pedro O'Sullivan
- Diretto da:
- Scritto da:

### Trama
- Interpreti: Clayton Moore (cavaliere solitario), Jay Silverheels (Tonto), Tudor Owen (Don Pedro O'Sullivan), Maria Monay (Conchita Colleen), Joseph Vitale (colonnello Carlos Ortega), John Beradino (scagnozzo Dutch Regan), Mickey Simpson (Matt Hinshaw, uno scagnozzo), George J. Lewis (Jose, a Henchman)

## Quicksand
- Diretto da:
- Scritto da:

### Trama
- Interpreti: Clayton Moore (cavaliere solitario), Jay Silverheels (Tonto), Ric Roman (Black Hawk), Denver Pyle (Vance Kiley), Henry Rowland (Steve Grote), Robert Burton (Ben Sutherland), Terry Frost (vice), William Henry (sceriffo)

## Quarter Horse War
- Diretto da:
- Scritto da:

### Trama
- Interpreti: Clayton Moore (cavaliere solitario), Jay Silverheels (Tonto), George E. Mather (Mark Allen), May Morgan (Hazel Halliday), William Tannen (maggiore Halliday), Harry Lauter (Marshal Ed McGuire), Charles Stevens (capo Iron Hand), Holly Bane (Slim Wiley)

## The Letter Bride
- Diretto da:
- Scritto da:

### Trama
- Interpreti: Clayton Moore (cavaliere solitario), Jay Silverheels (Tonto), Victor Sen Yung (Lee Po), Joseph Vitale (J. S. Forgan), Dennis Moore (Slick Friley), Slim Pickens (Ed Jones), Claire Carleton (Jennie Fisher), Tudor Owen (sceriffo Ike Kane), Judy Dan (Mah Lin Soong), John Beradino (Ray Boone), Ray Jones (vice), Lee Roberts (conducente della diligenza), Mickey Simpson (Ben Boone)

## Hot Spell in Panamint
- Diretto da:
- Scritto da:

### Trama
- Interpreti: Clayton Moore (cavaliere solitario), Jay Silverheels (Tonto), Rand Brooks (Marshal Roy Bell), Barbara Knudson (Sarah Edwards), Sydney Mason (Big Joe Hunsacker), William Challee (Cal Ames), John Cliff (scagnozzo Brad), Don C. Harvey (Charlie Mathews), Sandy Sanders (Tom), Jack Tornek (cittadino)

## The Twisted Track
- Diretto da:
- Scritto da:

### Trama
- Interpreti: Clayton Moore (cavaliere solitario), Jay Silverheels (Tonto), Tyler MacDuff (Clint Harkey), William Henry (Wynn Harkey), Gregg Barton (Frank Miller), Robert Burton (addetto al telegrafo Ed Powell), Terry Frost (cittadino Who Picks Fight with Clint), Frank Hagney (Fights with Clint)

## Decision: Chris McKeever
- Diretto da:
- Scritto da:

### Trama
- Interpreti: Clayton Moore (cavaliere solitario), Jay Silverheels (Tonto), William Tannen (Seth McKeever), Robert Swan (Ward McKeever), George E. Mather (Chris McKeever), Sandy Sanders (conducente della diligenza Buckskin)

## Trouble at Tylerville
- Diretto da:
- Scritto da:

### Trama
- Interpreti: Clayton Moore (cavaliere solitario), Jay Silverheels (Tonto), Tom Brown (Roy Hillman), Mary Ellen Kay (Ann Tyler), John Pickard (Jess Tyler), Francis McDonald (sceriffo), Ben Welden (Ed Lacey), Charles Aldridge (Jonas), George Sowards (cittadino)

## Christmas Story
- Diretto da:
- Scritto da:

### Trama
- Interpreti: Clayton Moore (cavaliere solitario), Jay Silverheels (Tonto), William Henry (Ben Talbot), Aline Towne (Mary Talbot), Jimmy Baird (Robby Talbot), Robert Burton (Josh Hannah), Mary Newton (Martha Hannah), Gregg Barton (Stark Brother), Lane Bradford (George Stark), Terry Frost (Miner Who Points Out Ben Talbot)

## Ghost Canyon
- Diretto da:
- Scritto da:

### Trama
- Interpreti: Clayton Moore (cavaliere solitario), Jay Silverheels (Tonto), Charles Stevens (capo Imbray), Edmund Hashim (Bright Eagle), Robert Swan (Willy Moon), Harry Lauter (Drake), Holly Bane (Sloat)

## Outlaw Masquerade
- Diretto da:
- Scritto da:

### Trama
- Interpreti: Clayton Moore (cavaliere solitario), Jay Silverheels (Tonto posing as Red Dog), House Peters Jr. (Frank Cameron), Richard Crane (Billy), Steven Ritch (Rado), Joseph Crehan (governatore)

## The Avenger
- Diretto da:
- Scritto da:

### Trama
- Interpreti: Clayton Moore (cavaliere solitario), Jay Silverheels (Tonto), Alan Wells (Marshal Mark Rote), Tristram Coffin (Ben Jordan), Francis McDonald (giudice Talbot), Roy Barcroft (Baxter Crowe), Dennis Moore (Brad Stacy), Jack Kenny (spettatore processo), Mathew McCue (spettatore processo)

## The Courage of Tonto
- Diretto da:
- Scritto da:

### Trama
- Interpreti: Clayton Moore (cavaliere solitario), Jay Silverheels (Tonto), Joel Ashley (Lew Pearson), Jim Bannon (scagnozzo), Francis McDonald (capo Gray Horse), Maurice Jara (Red Cloud), Ewing Mitchell (Major)

## Breaking Point
- Diretto da:
- Scritto da:

### Trama
- Interpreti: Clayton Moore (cavaliere solitario), Jay Silverheels (Tonto), Brad Morrow (Lenny Peters), Charles Wagenheim (nonno Peters), Keith Richards (Dan Peters), House Peters Jr. (Mark Slade), Richard Crane (sceriffo)

## A Harp for Hannah
- Diretto da:
- Scritto da:

### Trama
- Interpreti: Clayton Moore (cavaliere solitario), Jay Silverheels (Tonto), Trevor Bardette (Walter Dubbs), Louise Lewis (Hannah Dubbs), Robert Roark (Wes Talman), Pierce Lyden (Reese Talman), Ralph Sanford (sceriffo Wirt), John L. Cason (Hacker), Pat O'Malley (il giudice)

## Message from Abe
- Diretto da:
- Scritto da:

### Trama
- Interpreti: Clayton Moore (cavaliere solitario), Jay Silverheels (Tonto), James Griffith (Phil Beach), Maggie O'Byrne (Ann Beach), Harry Strang (vecchio Hawkins), Mauritz Hugo (Lefty Malone), Don C. Harvey (sceriffo)

## Code of Honor
- Diretto da:
- Scritto da:

### Trama
- Interpreti: Clayton Moore (cavaliere solitario), Jay Silverheels (Tonto), Paul Engle (Tim Davis), Helene Marshall (Ellen Davis), John Maxwell (colonnello Strickland), Rand Brooks (agente Phillips), John Cliff (Fake Captain Davis), William Challee (Fake soldier), Don C. Harvey (capitano Davis), Sandy Sanders (Yancy Johnson)

## The Turning Point
- Diretto da:
- Scritto da:

### Trama
- Interpreti: Clayton Moore (cavaliere solitario), Jay Silverheels (Tonto), Paul Campbell (John Stack), Margaret Stewart (Amy Stack), Pierce Lyden (Earl Bennett), George Barrows (Ray Torgeson), John L. Cason (Sam Donald)

## Dead Eye
- Diretto da:
- Scritto da:

### Trama
- Interpreti: Clayton Moore (cavaliere solitario), Jay Silverheels (Tonto), William Fawcett (Dallas 'Dead-Eye' Jones), Zon Murray (Jake Beaudry), Myron Healey (Tanner), Nolan Leary (dottore)

## Clover in the Dust
- Diretto da:
- Scritto da:

### Trama
- Interpreti: Clayton Moore (cavaliere solitario), Jay Silverheels (Tonto), Harry Strang (Jeff Yeomans), Dan Barton (Tom Yeomans), Sydney Mason (Matt Thorne), Don C. Harvey (Ben Ranson)

## Slim's Boy
- Diretto da:
- Scritto da:

### Trama
- Interpreti: Clayton Moore (cavaliere solitario), Jay Silverheels (Tonto), Trevor Bardette (Marshal Sam Masters), Louise Lewis (Amy Masters), Robert Roark (Tom Bartlett), Pierce Lyden (Gil Ryan, capobanda), John L. Cason (Luke)

## Two Against Two
- Diretto da:
- Scritto da:

### Trama
- Interpreti: Clayton Moore (cavaliere solitario), Jay Silverheels (Tonto), Gary Murray (Danny Mendoza), Eugenia Paul (Maria Mendoza), Baynes Barron (Vic Foley)

## Ghost Town Fury
- Diretto da:
- Scritto da:

### Trama
- Interpreti: Clayton Moore (cavaliere solitario), Jay Silverheels (Tonto), Baynes Barron (Wade Clanton), Richard Crane (Johnny Clanton), House Peters Jr. (Vic Clanton), Steven Ritch (Blackhawk), Carlos Vera (Keo), Brad Morrow (Scott True)

## The Prince of Buffalo Gap
- Diretto da:
- Scritto da:

### Trama
- Interpreti: Clayton Moore (cavaliere solitario), Jay Silverheels (Tonto), Robert Crosson (Prince Maximillian aka Hank), Gábor Curtiz (barone von Koenig), Jim Bannon (Matt Cagle), Michael Winkelman (Chip Truett)

## The Law and Miss Aggie
- Diretto da:
- Scritto da:

### Trama
- Interpreti: Clayton Moore (cavaliere solitario), Jay Silverheels (Tonto), Florence Lake (Aggie Turner), Dennis Moore (lavoratore nel ranch), Bradford Jackson (White Eagle aka Chip Turner), Joseph Vitale (capo Flying Cloud), Max Baer (Sampson O'Hara)

## The Tarnished Star
- Diretto da:
- Scritto da:

### Trama
- Interpreti: Clayton Moore (cavaliere solitario), Jay Silverheels (Tonto), Myron Healey (Marshal Vince Barrett), Mercedes Shirley (Martha Barrett), Paul Engle (Jackie Wade), Zon Murray (Bart Rennick), William Fawcett (banchiere Elias Rush), Jack Tornek (cittadino)

## Canuck
- Diretto da:
- Scritto da:

### Trama
- Interpreti: Clayton Moore (cavaliere solitario), Jay Silverheels (Tonto), Peter Miles (Etienne Charron), Virginia Christine (Cecile Charron), Tristram Coffin (Dan Slauson), Richard Benedict (scagnozzo Ronson), Roy Barcroft (Marshal Roy Dillon), Jason Johnson (Land Recorder)

## Mission for Tonto
- Diretto da:
- Scritto da:

### Trama
- Interpreti: Clayton Moore (cavaliere solitario), Jay Silverheels (Tonto), Tyler MacDuff (Kip Holloway), Robert Burton (Chad Bannion), Florence Lake (Emmy Corkle), Gregg Barton (Cash Wade), Lane Bradford (Duke Wade)

## Journey to San Carlos
- Diretto da:
- Scritto da:

### Trama
- Interpreti: Clayton Moore (cavaliere solitario), Jay Silverheels (Tonto), Myron Healey (Ben Murray), Joseph Sargent (Jed Walker), Melinda Byron (Sally Walker), Harry Strang (colonnello Ray Wickstrom), Rick Vallin (capo Blue Feather)

## The Banker's Son
- Diretto da:
- Scritto da:

### Trama
- Interpreti: Clayton Moore (cavaliere solitario), Jay Silverheels (Tonto), Ewing Mitchell (Tom Bryan), Ron Hagerthy (Fred Bryan), Jim Bannon (Marshal Hendricks), Pat Lawless (Bill Nichols), Hank Worden (Bruckner), Jack Tornek (cittadino)

## The Angel and the Outlaw
- Diretto da:
- Scritto da:

### Trama
- Interpreti: Clayton Moore (cavaliere solitario), Jay Silverheels (Tonto), Florence Lake (Mama Angel), Bradford Jackson (The Calico Kid), Carlos Vera (Manuelo Sanchez), Linda Wrather (Easter), Dennis Moore (scagnozzo Dallas)

## Blind Witness
- Diretto da:
- Scritto da:

### Trama
- Interpreti: Clayton Moore (cavaliere solitario), Jay Silverheels (Tonto), William Fawcett (Tom Ellsworth), Kay Riehl (Kate Ellsworth), Byron Foulger (Joe Benson), Myron Healey (Steve Grody), Nolan Leary (Doc Varney), Zon Murray (Luke Grody)

## Outlaws in Greasepaint
- Diretto da:
- Scritto da:

### Trama
- Interpreti: Clayton Moore (cavaliere solitario), Jay Silverheels (Tonto), Tom Brown (DeWitt Faversham), Mary Ellen Kay (Lavinia Faversham), John Pickard (Lem Hollister - Wells Fargo Agent), Ben Welden (primo Wells Fargo Agent)